# Valtra

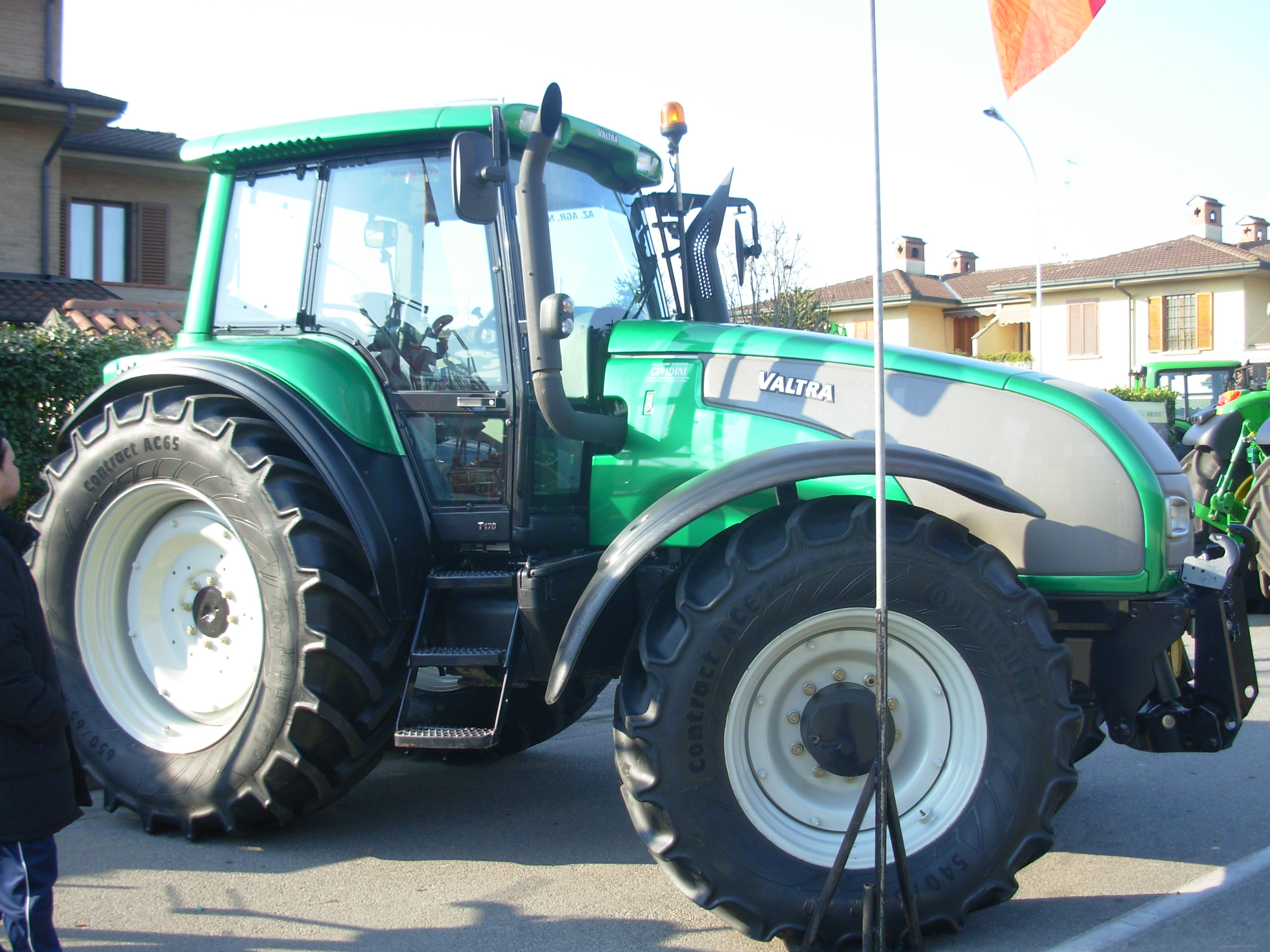
En Valtra T170

Valtra är en finländsk traktortillverkare som sedan 2004 ägs av amerikanska AGCO Corporation. År 2003 producerade företaget knappt 19 000 traktorer och omsatte 7,8 miljarder kronor. Valtra är marknadsledande i Norden och har även en mycket stark ställning i Sydamerika. Motorfabriken, AGCO sisu power (tidigare känd som Sisu Diesel) tillverkar dieselmotorer som används i alla Valtratraktorer men även motorer som används i olika skogs- och entreprenadmaskiner. Även vissa andra konkurrerande traktormärken använder eller har använt dessa motorer.

## Historik
Valtras traktorer såldes tidigare under varumärket Valmet och kan genom en lång rad av ombildningar och företagsförsäljningar spåra en liten del av sitt ursprung till svenska AB Bolinder-Munktell. 
Valmet tillverkade dock traktorer långt före köpet av lantbruksdelen av Volvo BM (Volvo hade på 50-talet köpt Bolinder-Munktell). Den första Valmettraktorn lämnade fabriken 1951.

## Marknadsställning
Starkt bidragande till Valtras starka ställning i Sverige är släktskapet med Bolinder-Munktell och Volvos traktormodeller från åttiotalet och bakåt. Under 1980-talet var dåvarande Valmet drivande inom segmentet små fyrhjulsdrivna traktorer. Denna typ av smidiga traktorer blev mycket populära på mindre lantbruk där de användes i flera olika roller, bland annat som lastmaskin med frontlastare och i skogen som improviserad skotare med skogsvagn. Sin popularitet i skogen har Valtra bibehållit och under 1990-talet kom även modeller med större effekt och mer tonvikt på fältarbete.
Under 2000-talet lanserades flera serier med modernare transmission och mer tidsenligt formgivningsspråk än i tidigare modeller.